# سیارک ۲۰۵۶۹۸
سیارک ۲۰۵۶۹۸ (به انگلیسی: 205698 Troiani، نامگذاری:2002AO3)۲۰۵۶۹۸مین سیارک کشف شده‌است که در ۰۸ ژانویه ۲۰۰۲ کشف شد.